# 相模原市立川尻小学校
相模原市立川尻小学校（さがみはらしりつ かわしりしょうがっこう）は、神奈川県相模原市緑区久保沢2丁目にある公立小学校。

## 沿革
※出典は学校ウェブサイト
- 1872年（明治5年）8月3日 - 足柄県管下の第1大区第5小区に属する形で、民家を校舎として開校した。これが起源とされる。
- 1873年（明治6年）7月10日 - 第1大学区第9中学区第94番小学中野小学校第9支校の名称で桂昌寺に設置、初めて法定の小学校となる。
- 1875年（明治8年）10月 - 川尻学校と改称。風間分校と畑久保分校を設置。
- 1876年（明治9年） - 桂昌寺より移転（八木太郎左ェ門宅の蚕室を改築）。
- 1880年（明治13年）7月20日 - 校舎が焼失して、八木平輔宅の蚕室に移転。
- 1881年（明治14年）8月 - 新校舎落成。
- 1884年（明治17年） - 中沢村と組合組織し、中沢村に分校を設置。
- 1885年（明治18年） - 川尻、中沢、小倉、葉山島の四か村が連合して学校組合を設立し、弘文館と改称。小倉、葉山島に分校を設置。
- 1888年（明治21年） - 小倉、葉山島2分校が分離独立し、川尻学校と再改称。
- 1892年（明治25年）5月5日 - 高等小学科を設置し、尋常高等川尻小学校と改称。
- 1901年（明治34年）1月20日 - 校舎増改築により、祝賀式挙行。
- 1915年（大正4年）5月1日 - 新築校舎2教室増築。
- 1923年（大正12年）
  - 4月1日 - 川尻尋常高等小学校と改称。
  - 9月1日 - 関東大震災により、1週間臨時休校となる。
- 1937年（昭和12年）6月13日 - 新校舎（木造並列型校舎）落成、校章制定。
- 1938年（昭和13年） - 運動場完成。旧校舎2教室移転修繕。
- 1941年（昭和16年）4月 - 国民学校令により、川尻村国民学校と改称。
- 1947年（昭和22年）4月30日 - 学制改革により、川尻村立川尻小学校と改称。
- 1949年（昭和24年）11月23日 - 校歌制定。
- 1955年（昭和30年）4月1日 - 町村合併により城山町立川尻小学校と改称。
- 1956年（昭和36年）4月20日 - 学校給食を開始。
- 1964年（昭和39年）4月4日 - 鉄筋二階建校舎落成。
- 1973年（昭和48年）
  - 6月30日 - 鉄筋四階建校舎落成式挙行。
  - 7月10日 - 開校百周年記念式典挙行。
- 1975年（昭和50年）6月18日 - 中学校プールを小学校に移管。
- 1978年（昭和53年）4月1日 - 広陵小学校が開校して学区を分離。
- 1979年（昭和54年）2月1日 - 屋内運動場落成。
- 1982年（昭和57年）4月1日 - 広田小学校が開校して学区を分離。
- 2007年（平成19年）3月11日 - 城山町の相模原市への合併により、相模原市立川尻小学校と改称。
- 2018年（平成30年）10月 - 普通教室に空調設備設置。
- 2020年（令和2年）
  - 3月2日 - この日から5月31日まで、新型コロナウイルス感染防止のため、本校を含む市立小中学校全校が臨時休校となる。
  - 6月1日 - この日から6月14日まで、新型コロナウイルス感染防止のため分散登校開始
  - 6月15日 - 通常登校再開。
- 2021年（令和3年）
  - 8月25日 - 新型コロナウイルス感染拡大に関する緊急事態宣言発令に伴う臨時休校により、2学期の始業をこの日に変更。
- 2022年（令和4年）
- 2023年（令和5年）
  - 7月10日 - 創立150周年「お祝いの会」実施。

## 通学区域
- 相模原市緑区[2]
  - 川尻（1099番〜1425番・1487番・1488番・1491番・1498番〜1967番）
  - 久保沢1丁目（全域）
  - 久保沢2丁目（全域）
  - 久保沢3丁目（全域）
  - 原宿1丁目（全域）
  - 原宿2丁目（全域）
  - 原宿3丁目（全域）
  - 原宿4丁目（全域）
  - 原宿5丁目（全域）
  - 原宿南1丁目（全域）
  - 原宿南2丁目（全域）
  - 原宿南3丁目（全域）
  - 町屋1丁目（1番・20番〜23番）
  - 向原1丁目（全域）
  - 向原2丁目（全域）
  - 向原3丁目（全域）
  - 向原4丁目（全域）

## 進学中学校
- 相模原市緑区[3]
  - 相模原市立相模丘中学校

## 交通アクセス
- JR横浜線・相模線・京王相模原線橋本駅から神奈川中央交通バスに乗車、橋01・橋03・橋07系統「城山総合事務所入口」バス停下車で徒歩5分。